# Gorgoniidae
Gorgoniidae é uma família de corais da ordem Malacalcyonacea.

## Géneros
Seguem os gêneros da família:
- Adelogorgia (Bayer, 1958)
- Antillogorgia (Bayer, 1951)
- Callistephanus (Wright & Studer, 1889)
- Chromoplexaura (Williams, 2013)
- Eugorgia (Verrill, 1868)
- Gorgonia (Linnaeus, 1758)
- Leptogorgia (Milne Edwards, 1857)
- Olindagorgia (Bayer, 1981)
- Pacifigorgia (Bayer, 1951)
- Phycogorgia (Milne Edwards & Haime, 1850)
- Phyllogorgia (Milne Edwards & Haime, 1850)
- Psammogorgia (Verrill, 1868)
- Pseudopterogorgia (Kükenthal, 1919)